# Österrikiska ishockeyligan 2012/2013
Österrikiska ishockeyligan 2012/2013, även känd som EBEL 2012/2013, var den högsta divisionen för ishockey i Österrike för säsongen 2012/2013. Totalt 12 lag deltog, varav 8 från Österrike och ett lag vardera från Kroatien, Tjeckien, Slovenien och Ungern. De tolv lagen spelade totalt 44 omgångar vardera i grundserien, varefter de sex främsta gick vidare till en placeringsomgång och de sex sämsta gick vidare till en kvalificeringsomgång. Samtliga lag i placeringsomgången och de två främsta i kvalificeringsomgången gick vidare till slutspel. Efter säsongens slut stod EC KAC som både österrikiska mästare och EBEL-mästare för säsongen 2012/2013 efter att ha besegrat Vienna Capitals i finalen med 4-0 i matcher.
Denna säsong var den sista säsongen som KHL Medveščak Zagreb, från Zagreb i Kroatien, deltog i serien. I och med nästa säsong spelar laget istället i KHL. Medveščak Zagreb ersätts av HC Interspar Bolzano-Bozen Foxes, från Bolzano i Italien, inför nästa säsong.

## Grundserien
|     | Division 1B               | SM | V  | F  | ÖTF | GM  | IM  | MS   | P  |
| --- | ------------------------- | -- | -- | -- | --- | --- | --- | ---- | -- |
| 1.  | Vienna Capitals           | 44 | 28 | 11 | 5   | 137 | 100 | +37  | 61 |
| 2.  | KHL Medveščak Zagreb      | 44 | 27 | 11 | 6   | 145 | 109 | +36  | 60 |
| 3.  | Graz 99ers                | 44 | 24 | 14 | 8   | 142 | 130 | +12  | 56 |
| 4.  | EC VSV                    | 44 | 26 | 14 | 4   | 171 | 138 | +33  | 56 |
| 5.  | EC KAC                    | 44 | 26 | 15 | 3   | 140 | 127 | +13  | 55 |
| 6.  | EHC Linz                  | 44 | 26 | 17 | 1   | 154 | 135 | +19  | 53 |
|     |                           |    |    |    |     |     |     |      |    |
| 7.  | Orli Znojmo               | 44 | 23 | 15 | 6   | 149 | 136 | +13  | 52 |
| 8.  | EC Red Bull Salzburg      | 44 | 22 | 19 | 3   | 163 | 121 | +42  | 47 |
| 9.  | Alba Volán Székesfehérvár | 44 | 21 | 20 | 3   | 127 | 138 | –11  | 45 |
| 10. | HDD Olimpija Ljubljana    | 44 | 20 | 21 | 3   | 123 | 145 | –22  | 43 |
| 11. | HC Dornbirn               | 44 | 13 | 28 | 3   | 128 | 183 | –55  | 29 |
| 12. | HC Innsbruck              | 44 | 8  | 33 | 3   | 94  | 211 | –117 | 19 |

|    | Division 1B          | SM | V | F | ÖTF | BP | GM | IM | MS  | P  |
| -- | -------------------- | -- | - | - | --- | -- | -- | -- | --- | -- |
| 1. | Vienna Capitals      | 10 | 7 | 3 | 0   | 4  | 27 | 21 | +6  | 18 |
| 2. | EHC Linz             | 10 | 8 | 1 | 1   | 0  | 42 | 29 | +13 | 17 |
| 3. | EC KAC               | 10 | 5 | 2 | 3   | 0  | 27 | 26 | +1  | 13 |
| 4. | KHL Medveščak Zagreb | 10 | 4 | 4 | 2   | 3  | 30 | 31 | –1  | 13 |
| 5. | Graz 99ers           | 10 | 3 | 6 | 1   | 2  | 20 | 27 | –7  | 9  |
| 6. | EC VSV               | 10 | 3 | 6 | 1   | 1  | 21 | 33 | –12 | 8  |

|    | Division 1B               | SM | V | F | ÖTF | BP | GM | IM | MS  | P  |
| -- | ------------------------- | -- | - | - | --- | -- | -- | -- | --- | -- |
| 1. | Orli Znojmo               | 10 | 8 | 2 | 0   | 4  | 42 | 18 | +24 | 20 |
| 2. | EC Red Bull Salzburg      | 10 | 7 | 3 | 0   | 3  | 35 | 26 | +9  | 17 |
| 3. | HDD Olimpija Ljubljana    | 10 | 5 | 4 | 1   | 1  | 27 | 26 | +1  | 12 |
| 4. | EC Dornbirn               | 10 | 5 | 4 | 1   | 0  | 26 | 36 | –10 | 11 |
| 5. | Alba Volán Székesfehérvár | 10 | 3 | 7 | 0   | 2  | 26 | 34 | –8  | 8  |
| 6. | HC Innsbruck              | 10 | 2 | 8 | 0   | 0  | 26 | 42 | –16 | 4  |

## Slutspel

### Kvartsfinal
- Vienna Capitals – Orli Znojmo 4–1 i matcher (6–3; 3–1; 3–4 sd, 7–0, 4–0)
- EHC Linz – EC VSV 4–3 i matcher (2–4; 3–2; 5–0; 3–2; 2–3; 1–6; 4–3)
- EC KAC – Graz 99ers 4–1 i matcher (2–1; 1–5; 5–1; 3–0; 5–2)
- KHL Medveščak Zagreb – EC Red Bull Salzburg 2–4 i matcher (3–2; 3–4 sd; 2–5; 5–2; 4–5 sd; 2–3 sd)

### Semifinal
- Vienna Capitals – EC Red Bull Salzburg 4–2 i matcher (6–2; 1–3; 1–3; 2–1; 4–1; 4–2)
- EHC Linz – EC KAC 2–4 i matcher (3–1; 2–3; 4–1; 2–4; 2–3; 1–3)

### Final
- Vienna Capitals – EC KAC 0–4 i matcher (0–1; 1–2 sd; 0–4, 3–5)